# Руттерсдорф-Лочен
Руттерсдорф-Лочен (нім. Ruttersdorf-Lotschen) — громада в Німеччині, розташована в землі Тюрингія. Входить до складу району Заале-Гольцланд. Громада підпорядковується адміністрації міста Штадтрода.
Площа — 8,5 км2. Населення становить 345 ос. (станом на 31 грудня 2021).